# Лунди
Лунди — река в юго-восточном Зимбабве. Лунди впадает в реку Саве. В число основных притоков Лунди входят Нгези, Токве, Мутиринкве и Чиредзи.
В нижнем течении Лунди образует переменчивую илистую речную систему. Во время сухого сезона образуются постоянные пруды. В целом река имеет низкий уровень загрязнения. Пойма в месте слияния с Саве относится к важным водно-болотным угодьям.